# 深喉 (性行為)

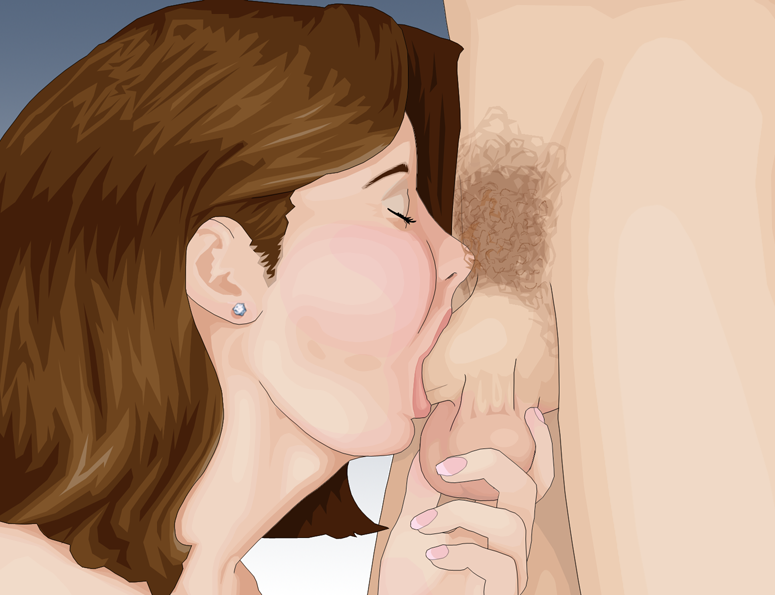
一名女性对男性进行深喉口交

深喉（英語：Deep Throat）是在人类性行为过程中，性伴侣将整个勃起的阴茎吞入口腔、通过会厌，直向咽喉，是为男性阴茎口交的一种类型。但阴茎长度必须够长才能深喉。一般以口行动者为主控者，而通常指男性（阴茎被吞）者為被施行者。
此行为绝大多数人难以进行，原因是当软颚被接触时会引起人体自然的呕吐反射。不同的人对此有不同的敏感度，有的人或可逐渐适应。与一般为男性阴茎口交相比，舌不动而无法吸吮，而阴茎头被性伴侣的咽喉紧密接触而受刺激。

## 語源
1972年在美國上映的色情電影，名為《深喉》（Deep Throat）。

## 註腳
1. ↑  为男性阴茎口交在英语称“fellatio”，此时以口行动者为主控者。若性伴侣主动以阴茎推挤深喉，则称为“irrumatio（英语：irrumatio）”。